# 大理方言 (白语)
大理方言，又称南部方言，是白语的三大方言之一，通行于云南省大理市等地，2000年估算使用人口60余万人。

## 适用地区
按照《白语简志》，大理方言可分为大理土语、祥云土语，分布在大理、洱源、宾川、云龙、漾濞、永平、云县、凤庆、祥云、弥渡、巍山、保山、南华、昆明、元江等地，以大理语音为代表，使用人口约53.19万人（其中大理土语48.51万人、祥云土语4.68万人）。
按照《大理白族自治州志·方言志》，大理方言在大理州内分布在大理、宾川西部的大营、洱源中南部的凤羽至江尾、云龙中南部的宝丰至旧州等地。